# Huacas Alto
Huacas Alto es un caserío peruano ubicado en el distrito de Lagunas, perteneciente a la provincia de Ayabaca del departamento de Piura, al norte del Perú. 

## Ubicación
Huacas Alto se ubica al suroeste de la provincia de Ayabaca, en el distrito de Lagunas, en el departamento de Piura.

## Demografía
En 2017 Huacas Alto tenía una población de 124 habitantes.
| Gráfica de evolución demográfica de Huacas Alto entre 1993 y 2017 |
|                                                                   |
| Fuentes: Población 1993 y 2017                                    |